# Tetraommatus filiformis
Tetraommatus filiformis är en skalbaggsart som beskrevs av Benoit-Philibert Perroud 1855. Tetraommatus filiformis ingår i släktet Tetraommatus och familjen långhorningar.
Artens utbredningsområde är Sri Lanka. Inga underarter finns listade i Catalogue of Life.